# Bento Matheus Krepski
Bento Matheus Krepski, noto semplicemente come Bento (Curitiba, 10 giugno 1999), è un calciatore brasiliano, portiere dell’Al-Nassr e della nazionale brasiliana.

## Carriera

### Club
Cresciuto nel settore giovanile dell'Athl. Paranaense, debutta in prima squadra il 24 novembre 2020 in occasione dell'incontro di Coppa Libertadores perso 1-0 contro il River Plate; quattro giorni più tardi esordisce anche in Série A giocando il match perso 3-0 contro il Palmeiras.
Messosi in mostra con l’Athletico Paranaense, nel luglio del 2024 viene ingaggiato dall’Al-Nassr.

### Nazionale
Il 18 agosto 2023 viene convocato per la prima volta in nazionale maggiore, salvo poi venire sostituito da Lucas Perri 12 giorni dopo per infortunio.
Il 23 marzo 2024 debutta con la massima selezione brasiliana nell'amichevole vinta 0-1 in casa dell'Inghilterra.

## Statistiche

### Presenze e reti nei club
Statistiche aggiornate al 19 agosto 2025.
| Stagione                | Squadra                 | Campionato              | Campionato | Campionato | Coppe nazionali | Coppe nazionali | Coppe nazionali | Coppe continentali | Coppe continentali | Coppe continentali | Altre coppe | Altre coppe | Altre coppe | Totale | Totale | Totale |
| Stagione                | Squadra                 | Comp                    | Pres       | Reti       | Comp            | Pres            | Reti            | Comp               | Pres               | Reti               | Comp        | Pres        | Reti        | Pres   | Reti   |        |
| ----------------------- | ----------------------- | ----------------------- | ---------- | ---------- | --------------- | --------------- | --------------- | ------------------ | ------------------ | ------------------ | ----------- | ----------- | ----------- | ------ | ------ | ------ |
| 2020                    | Athl. Paranaense        | A1/PR+A                 | 0+1        | 0 + -3     | CB              | 0               | 0               | CL                 | 2                  | -2                 |             | -           | -           | 3      | -5     |        |
| 2021                    | Athl. Paranaense        | A1/PR+A                 | 5+9        | -8 + -13   | CB              | 2               | -3              | CS                 | 4                  | -2                 |             | -           | -           | 20     | -26    |        |
| 2022                    | Athl. Paranaense        | A1/PR+A                 | 0+33       | 0 + -38    | CB              | 6               | -5              | CL                 | 13                 | -12                |             | -           | -           | 52     | -55    |        |
| 2023                    | Athl. Paranaense        | A1/PR+A                 | 15+33      | -8 + -37   | CB              | 6               | -9              | CL                 | 8                  | -7                 |             | -           | -           | 62     | -61    |        |
| 2024                    | Athl. Paranaense        | A1/PR+A                 | 13+7       | -6 + -4    | CB              | 1               | -2              | CS                 | 5                  | -4                 |             | -           | -           | 26     | -16    |        |
| Totale Athl. Paranaense | Totale Athl. Paranaense | Totale Athl. Paranaense | 33+83      | -22 + -95  |                 | 15              | -19             |                    | 32                 | -27                |             | -           | -           | 163    | -163   |        |
| 2024-2025               | Al-Nassr                | SPL                     | 34         | -38        | KC              | 2               | -2              | ACL                | 11                 | -10                | SS          | 2           | -4          | 49     | -54    |        |
| 2025-2026               | Al-Nassr                | SPL                     | 0          | 0          | KC              | 0               | 0               | ACL                | 0                  | 0                  | SS          | 1           | -1          | 1      | -1     |        |
| Totale Al-Nassr         | Totale Al-Nassr         | Totale Al-Nassr         | 34         | -38        |                 | 2               | -2              |                    | 11                 | -10                |             | 3           | -5          | 50     | -55    |        |
| Totale carriera         | Totale carriera         | Totale carriera         | 150        | -155       |                 | 17              | -21             |                    | 43                 | -37                |             | 3           | -5          | 213    | -218   |        |

### Cronologia presenze e reti in nazionale
| Cronologia completa delle presenze e delle reti in nazionale ― Brasile | Cronologia completa delle presenze e delle reti in nazionale ― Brasile | Cronologia completa delle presenze e delle reti in nazionale ― Brasile | Cronologia completa delle presenze e delle reti in nazionale ― Brasile | Cronologia completa delle presenze e delle reti in nazionale ― Brasile | Cronologia completa delle presenze e delle reti in nazionale ― Brasile | Cronologia completa delle presenze e delle reti in nazionale ― Brasile | Cronologia completa delle presenze e delle reti in nazionale ― Brasile |
| Data                                                                   | Città                                                                  | In casa                                                                | Risultato                                                              | Ospiti                                                                 | Competizione                                                           | Reti                                                                   | Note                                                                   |
| ---------------------------------------------------------------------- | ---------------------------------------------------------------------- | ---------------------------------------------------------------------- | ---------------------------------------------------------------------- | ---------------------------------------------------------------------- | ---------------------------------------------------------------------- | ---------------------------------------------------------------------- | ---------------------------------------------------------------------- |
| 23-3-2024                                                              | Londra                                                                 | Inghilterra                                                            | 0 – 1                                                                  | Brasile                                                                | Amichevole                                                             | -                                                                      |                                                                        |
| 27-3-2024                                                              | Madrid                                                                 | Spagna                                                                 | 3 – 3                                                                  | Brasile                                                                | Amichevole                                                             | -3                                                                     |                                                                        |
| 20-3-2025                                                              | Brasilia                                                               | Brasile                                                                | 2 – 1                                                                  | Colombia                                                               | Qual. Mondiali 2026                                                    | -                                                                      | 78’                                                                    |
| 25-3-2025                                                              | Buenos Aires                                                           | Argentina                                                              | 4 – 1                                                                  | Brasile                                                                | Qual. Mondiali 2026                                                    | -4                                                                     |                                                                        |
| Totale                                                                 |                                                                        | Presenze                                                               | 4                                                                      |                                                                        | Reti                                                                   | -7                                                                     |                                                                        |

## Palmarès

### Club

#### Competizioni statali
- Campionato Paranaense: 2

Athl. Paranaense: 2020, 2023

#### Competizioni internazionali
- Copa Sudamericana: 1

Athl. Paranaense: 2021